# Matthias Kaiser
Pas d'image ? Cliquez ici
Matthias Kaiser, né le 22 janvier 1991, est un entrepreneur et pilote automobile liechtensteinois,, qui participe à des épreuves d'endurance au volant de sport-prototypes dans différents championnats comme le Championnat du monde d'endurance FIA, l'European Le Mans Series, l'Asian Le Mans Series et la Michelin Le Mans Cup.

## Carrière
En 2020, après avoir participé au championnat Ultimate Cup Series avec l'écurie autrichienne Wimmer Werk Motorsport et à deux courses de la Michelin Le Mans Cup avec l'écurie française Graff Racing lors des Road to Le Mans, il s'était engagé avec cette même écurie afin de participer aux deux dernières manches du championnat Asian Le Mans Series avec comme coéquipiers le pilote finlandais Rory Penttinen et le pilote australien Neale Muston avec qui il monta sur la 3e marche du podium lors des 4 Heures de Buriram. De retour en Europe, c'est avec cette même écurie qu'il s'était engagé afin de participer à l'intégralité du championnat 2020 au volant d'une Ligier JS P320 dans la catégorie Le Mans LMP3 avec comme coéquipier le pilote finlandais Rory Penttinen.
En 2021, après une première participation au championnat Asian Le Mans Series, Mathias Kaiser s'était de nouveau engagé dans ce celui-ci mais cette fois ci il s'était initié au pilotage de l'Oreca 07 dans la catégorie LMP2 pour le compte de l'écurie allemande Team Phoenix avec comme coéquipiers le pilote sud-africain Kelvin van der Linde, le pilote danois Nicki Thiim et le pilote suisse Simon Trummer. Lors de ce championnat, il était monté à trois reprises sur la 3e marche du podium et avait fini en 4e position avec 57 points. À la suite de cela, et après deux saisons dans le championnat Michelin Le Mans Cup avec l'écurie française Graff Racing, c'est avec cette même écurie que Matthias Kaiser avait franchi le pas et s'était engagé dans le championnat European Le Mans Series dans la catégorie LMP3 au volant d'une Ligier JS P320. Il avait eu comme coéquipier le pilote finlandais Rory Penttinen. La meileeure performance de la saison avait été une 3e place lors des 4 Heures de Portimão.

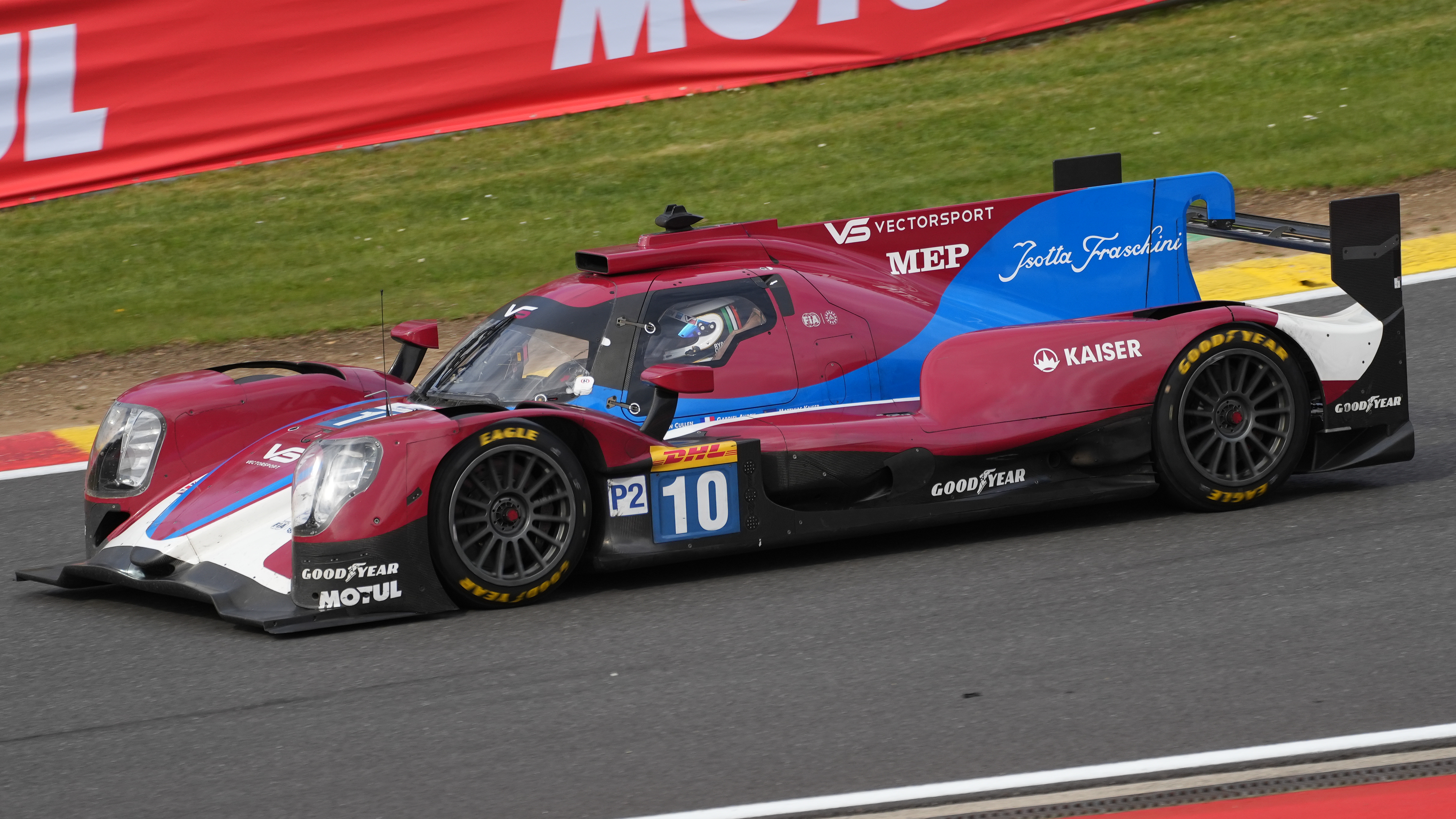
L'Oreca 07 de l'écurie Vector Sport pilotée par Matthias Kaiser aux 6 Heures de Spa-Francorchamps 2023.

En 2022, après une première saison dans le championnat European Le Mans Series, Matthias Kaiser s'était engagé de nouveau dans ce championnat mais cette fois ci avec l'écurie belge Mühlner Motorsport et dans la catégorie LMP2 au volant d'une Oreca 07, Il avait eu comme coéquipier l'expérimenté pilote français Thomas Laurent et le pilote belge Ugo de Wilde. Malgré certaines ambitions, la saison eu des hauts, comme une belle 3e position lors des 4 Heures de Monza, mais également des bas avec deux abandons lors des 4 Heures de Spa-Francorchamps et des 4 Heures de Portimão. Il finira ainsi en 15e position avec 19 points. Contrairement aux saisons passées, il n'avait pas participé au championnat Asian Le Mans Series.
En 2023, après deux saisons dans le championnat European Le Mans Series, Matthias Kaiser s'était engagé avec l'écurie britannique Vector Sport afin de participer au championnat Championnat du monde d'endurance FIA dans la catégorie LMP2 au volant d'une Oreca 07. Il avait comme coéquipier le pilote français Gabriel Aubry et le pilote irlandais Ryan Cullen. Cette participation au Championnat du monde d'endurance FIA lui permit de participer pour la première fois aux 24 Heures du Mans.

## Palmarès

### Résultats enChampionnat du monde d'endurance FIA
| Année | Écurie       | Châssis  | Moteur                     | Classe | 1     | 2      | 3        | 4     | 5        | 6     | 7       | Position | Points |
| ----- | ------------ | -------- | -------------------------- | ------ | ----- | ------ | -------- | ----- | -------- | ----- | ------- | -------- | ------ |
| 2023  | Vector Sport | Oreca 07 | Gibson GK428 4,2 l V8 Atmo | LMP2   | SEB 9 | POR 11 | SPA Abd. | LMS 5 | MNZ Abd. | FUJ 7 | BHR Nc. | 16e      | 29     |

* Saison en cours.

### Résultats enEuropean Le Mans Series
| Année | Écurie             | Châssis        | Moteur                     | Classe | 1      | 2      | 3     | 4      | 5        | 6        | Position | Points |
| ----- | ------------------ | -------------- | -------------------------- | ------ | ------ | ------ | ----- | ------ | -------- | -------- | -------- | ------ |
| 2021  | Graff Racing       | Ligier JS P320 | Nissan VK56 5,6 l V8 Atmo  | LMP3   | BAR 14 | RBR 12 | LEC 9 | MON 14 | SPA 7    | POR 3    | 14e      | 24.5   |
| 2022  | Mühlner Motorsport | Oreca 07       | Gibson GK428 4,2 l V8 Atmo | LMP2   | LEC 9  | IMO 11 | MON 3 | BAR 9  | SPA Abd. | POR Abd. | 15e      | 19     |

* Saison en cours.

### Résultats enAsian Le Mans Series
| Année     | Écurie         | Châssis   | Moteur                      | Classe | 1     | 2     | 3     | 4     | Position | Points |
| --------- | -------------- | --------- | --------------------------- | ------ | ----- | ----- | ----- | ----- | -------- | ------ |
| 2019-2020 | Graff Racing   | Norma M30 | Nissan VK50VE 5,0 l V8 Atmo | LMP3   | SHA   | BEN   | SEP 7 | CHA 3 | 9e       | 21     |
| 2021      | Phoenix Racing | Oreca 07  | Gibson GK428 4,2 l V8 Atmo  | LMP2   | DUB 3 | DUB 3 | ABU 4 | ABU 3 | 4e       | 57     |

### Résultats enMichelin Le Mans Cup
| Année | Écurie       | Châssis        | Moteur                      | Classe | 1     | 2     | 3      | 4      | 5     | 6     | 7     | Position | Points |
| ----- | ------------ | -------------- | --------------------------- | ------ | ----- | ----- | ------ | ------ | ----- | ----- | ----- | -------- | ------ |
| 2019  | Graff Racing | Norma M30      | Nissan VK50VE 5,0 l V8 Atmo | LMP3   | LEC   | MON   | LMS 12 | LMS 13 | BAR   | SPA   | POR   |          |        |
| 2020  | Graff Racing | Ligier JS P320 | Nissan VK56 5,6 l V8 Atmo   | LMP3   | RIC 3 | SPA 5 | LEC 2  | LMS 13 | LMS 5 | MON 3 | POR 7 | 4e       | 70.5   |